# Lepidagathis marginata
Lepidagathis marginata är en akantusväxtart som beskrevs av Cornelis Eliza Bertus Bremekamp. Lepidagathis marginata ingår i släktet Lepidagathis och familjen akantusväxter. Inga underarter finns listade i Catalogue of Life.